# Zhanghenglong
Zhanghenglong é um gênero fóssil de dinossauro da superfamília Hadrosauroidea do Cretáceo Superior da China. Há uma única espécie descrita para o gênero Zhanghenglong yangchengensis. Seus restos fósseis foram encontrados na formação Majiacun na província de Henan.